# لوهاتشوویتسه
لوهاتشوویتسه (به چکی: Luhačovice) یک منطقهٔ مسکونی و شهرستان دارای شهرک سابقاً روستا در جمهوری چک است که در ناحیه زلین واقع شده‌است. لوهاتشوویتسه ۵٬۵۰۰ نفر جمعیت دارد.

## خواهرخوانده
شهرهای پیه‌شتانی، Ustroń و هایدوسبسلو خواهرخوانده‌های لوهاتشوویتسه هستند.